# بلاکستون
بلاکستون، روستایی در دهستان فاریاب بخش مرکزی شهرستان رودان در استان هرمزگان ایران است.

## جمعیت
بر پایه سرشماری عمومی نفوس و مسکن در سال ۱۳۹۵، جمعیت این روستا برابر با ۳۰۴ نفر (۸۳ خانوار) بوده‌است.